# エウスタキオ・ディヴィーニ
エウスタキオ・ディヴィーニ（Eustachio Divini、1610年10月4日 - 1685年）はイタリアの光学機器製作者、天文観測者である。
サン・セヴェリーノ・マルケに生まれた。ローマでw:Benedetto Castelliに幾何学と天文学を学び、光学機器製作者としての評判を得た。顕微鏡の分野では、接眼レンズに2枚のレンズを組合わせることによって､高い倍率でも像の変形を防ぐ発明を行った。望遠鏡の分野では長焦点のレンズを使った16mの望遠鏡を製作した。自作の望遠鏡を使って観測を行った。月面図を製作し1649年に銅版画が出版された。土星の衛星について、ホイヘンスより先に発見したと主張した。